# Jeff Rouse
Jeff Rouse (n. 6 decembrie 1970, Fredericksburg⁠(d), Virginia, SUA) este un înotător american, medaliat olimpic. A participat la 2 ediții ale Jocurilor Olimpice (1992, 1996) în care a câștigat 5 medalii de aur și o medalie de argint.